# P&O (empresa)

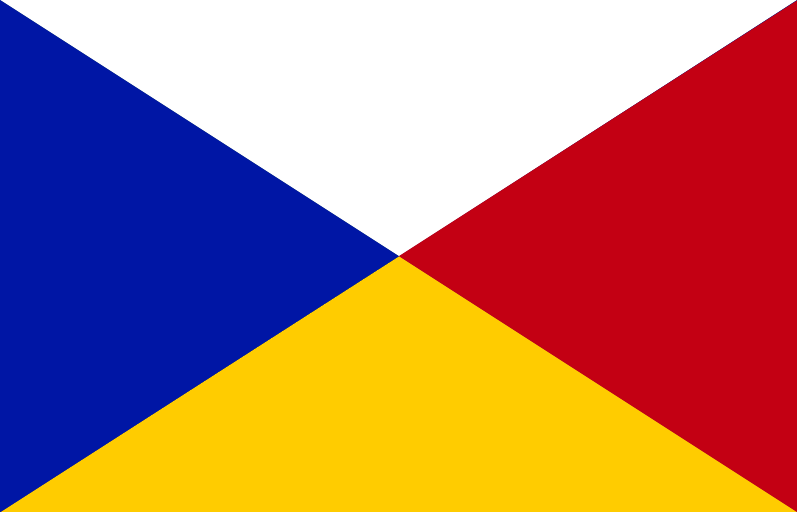
Bandeira utilizada nos navios da Peninsular and Oriental Steam Navigation Company.

Peninsular and Oriental Steam Navigation Company (P&O) é uma empresa de navegação fundada na Inglaterra em 1822. A companhia foi formada para a exploração das rotas comerciais com a Península Ibérica, e posteriormente com a atribuição de um contrato para o transporte de correio para o Egito. No nome da empresa estão registrados os dois principais destinos de seus navios.

## Presente
A companhia tem a sua sede na cidade de Londres e suas ações são negociadas na London Stock Exchange e faz parte do FTSE 100 Index.
Atualmente a empresa atua na área de de navegação marítima e logística. É proprietária também das companhias de ferry boat: P&O Ferries, P&O Portsmouth, P&O Irish Sea e P&O Stena Line. A empresa tem terminais de cargas nos portos de Southampton e Essex no Rio Tâmisa. A P&O Nedlloyd fez parte do grupo até ser adquirida pela Maersk em 2006.